# The Best Off…
The Best Off – album zespołu Albert Rosenfield wydany w 1995 roku nakładem wytwórni Izabelin Studio.

## Lista utworów
1. "Powshoweck, Go Down (Bruno Rules)" – 03:54
2. "Chainsaw" – 02:30
3. "Rusty" – 02:50
4. "On Duty (Busy Man)" – 02:37
5. "Walkin` Fear (4th Day Nightmare)" – 03:34
6. "First Skinheads (Mossad Connection)" – 02:56
7. "Swooy" – 02:36
8. "Jet Power Theme" – 02:27
9. "Croc Mosher" – 03:09
10. "Can`t Get Enough" – 02:58
11. "Wir Lieben Der Tod Elvis" – 01:50
12. "Some Girls" – 02:45
13. "Run For Cover" – 02:58
14. "Kameraden Madlay" – 00:56
15. "Blus 4 Uuuuu" – 03:43

## Twórcy
- Marek Chrzanowski – gitara basowa, gitara elektryczna
- Jacek Chrzanowski – gitara basowa, gitara elektryczna
- Wojciech Kuzyk – gitara basowa, gitara elektryczna
- Piotr Pawłowski – perkusja
- Tomasz Pukacki – gitara basowa, śpiew